# Edertal
Edertal är en kommun i Landkreis Waldeck-Frankenberg i Regierungsbezirk Kassel i förbundslandet Hessen i Tyskland.
Kommunen bildades 1 juli 1971 genom en sammanslagning av de tidigare kommunerna Bergheim och Giflitz. Den tidigare kommunen  Gellershausen uppgick i Edertal 1 oktober 1971 följ av Affoldern, Anraff, Böhne, Bringhausen, Buhlen, Hemfurth-Edersee, Königshagen, Mehlen och Wellen 31 december 1971. Kleinern uppgick 1 januari 1974.